# (516977) 2012 HZ84
(516977) 2012 HZ84 est un objet transneptunien d'un diamètre estimé à 63 km, faisant partie des cubewanos.

## Historique
(516977) 2012 HZ84 a été découvert lors de la recherche d'une cible potentielle pour la sonde New Horizons qui l'a d'ailleurs photographié de loin en décembre 2017.